# شهريل جنتان
شهريل جنتان (20 أبريل 1980 بسنغافورة - ) هو لاعب كرة قدم سنغافوري في مركز حراسة المرمى. شارك مع منتخب سنغافورة لكرة القدم. أما مع النوادي، فقد لعب مع نادي غيلانغ إنترناشونال ونادي هوم يونايتد ونادي واريورز.

## وصلات خارجية
- شهريل جنتان على موقع قاعدة بيانات كرة القدم.إي يو (الإنجليزية)
- شهريل جنتان على موقع ناشيونال فوتبول تيمز (الإنجليزية)
- شهريل جنتان على موقع Soccerway.com (الإنجليزية)